# Eutrechus
Eutrechus is een geslacht van kevers uit de familie van de loopkevers (Carabidae). De wetenschappelijke naam van het geslacht is voor het eerst geldig gepubliceerd in 1972 door Moore.

## Soorten
Het geslacht Eutrechus omvat de volgende soorten:
- Eutrechus barringtonensis Moore, 1972
- Eutrechus coxi (Sloane, 1911)
- Eutrechus gippslandicus (Sloane, 1923)
- Eutrechus otwayensis (Moore, 1960)